# Lucarré
Lucarré est une commune française située dans le département des Pyrénées-Atlantiques, en région Nouvelle-Aquitaine.

## Géographie

### Localisation
La commune de Lucarré se trouve dans le département des Pyrénées-Atlantiques, en région Nouvelle-Aquitaine.
Elle se situe à 33 km par la route de Pau, préfecture du département, et à 30 km de Serres-Castet, bureau centralisateur du canton des Terres des Luys et Coteaux du Vic-Bilh dont dépend la commune depuis 2015 pour les élections départementales. 
La commune fait en outre partie du bassin de vie de Lembeye.
Les communes les plus proches sont : 
Bentayou-Sérée (2,0 km), Momy (2,1 km), Luc-Armau (2,3 km), Peyrelongue-Abos (2,7 km), Maure (2,7 km), Castéra-Loubix (4,0 km), Samsons-Lion (4,4 km), Villenave-près-Béarn (4,4 km).
Sur le plan historique et culturel, Lucarré fait partie de la province du Béarn, qui fut également un État et qui présente une unité historique et culturelle à laquelle s’oppose une diversité frappante de paysages au relief tourmenté.

### Communes limitrophes
Les communes limitrophes sont  Bentayou-Sérée, Luc-Armau, Momy et Peyrelongue-Abos.
| Peyrelongue-Abos |         | Luc-Armau      |
|                  | Lucarré |                |
| Momy             |         | Bentayou-Sérée |

### Hydrographie

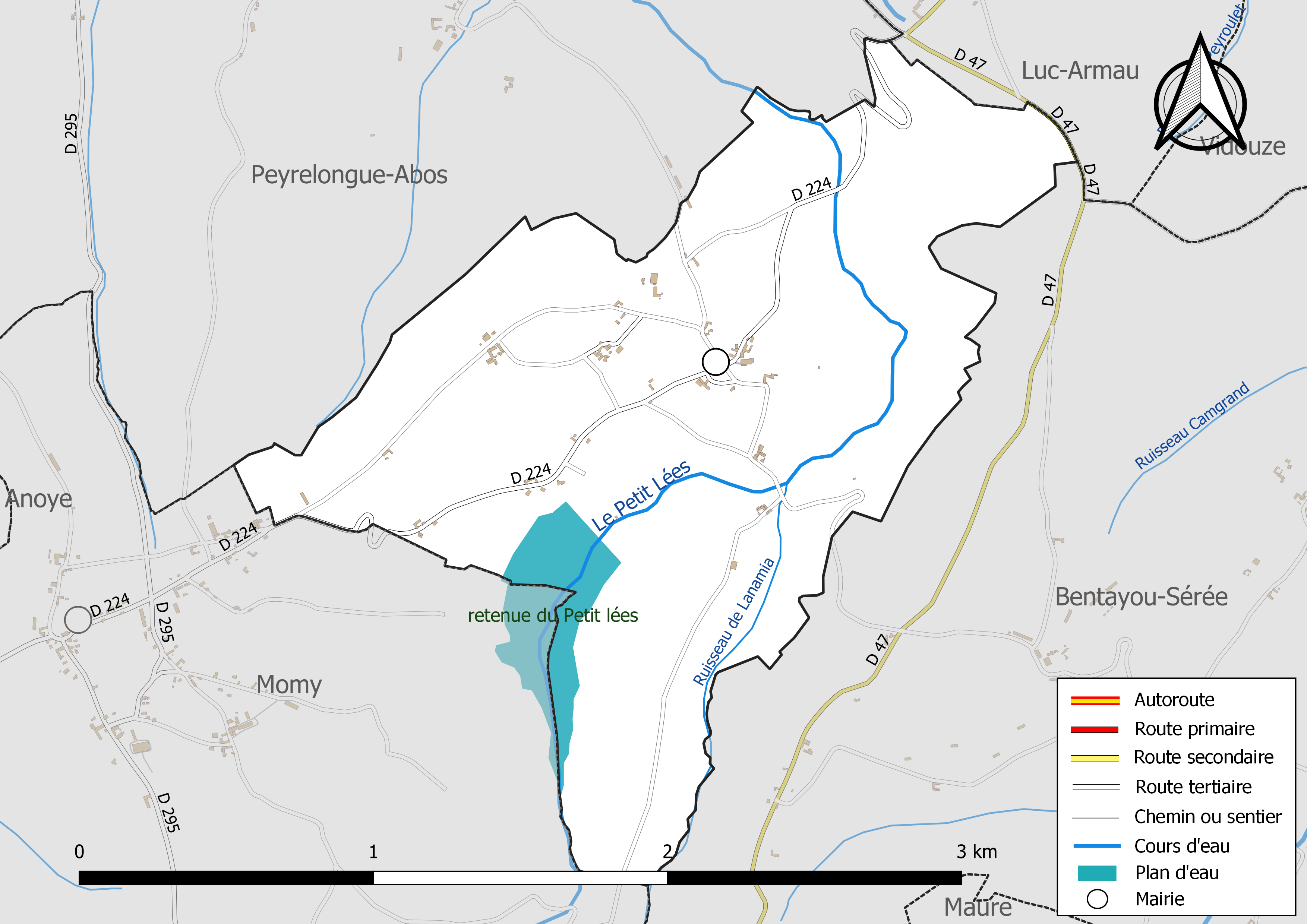
Réseaux hydrographique et routier de Lucarré.

La commune est drainée par le Petit Lées, le ruisseau de Lanamia et par un petit cours d'eau, constituant un réseau hydrographique de 4 km de longueur totale,.
Le Petit Lées, d'une longueur totale de 11,6 km, prend sa source dans la commune de Momy et s'écoule du sud vers le nord. Il traverse la commune et se jette dans le Léez à Os-Marsillon, après avoir traversé 5 communes.

### Climat
Pour des articles plus généraux, voir Climat de la Nouvelle-Aquitaine et Climat des Pyrénées-Atlantiques.
Historiquement, la commune est exposée à un climat de montagne.  
En 2020, Météo-France publie une typologie des climats de la France métropolitaine dans laquelle la commune est toujours exposée à un climat de montagne et est dans la région climatique Pyrénées atlantiques, caractérisée par une pluviométrie élevée (>1 200 mm/an) en toutes saisons, des hivers très doux (7,5 °C en plaine) et des vents faibles.
Pour la période 1971-2000, la température annuelle moyenne est de 12,9 °C, avec une amplitude thermique annuelle de 14,5 °C. Le cumul annuel moyen de précipitations est de 1 092 mm, avec 11,5 jours de précipitations en janvier et 8 jours en juillet. Pour la période 1991-2020, la température moyenne annuelle observée sur la station météorologique la plus proche, située sur la commune de Vic-en-Bigorre à 11,25 km à vol d'oiseau, est de 13,1 °C et le cumul annuel moyen de précipitations est de 937,3 mm,. Pour l'avenir, les paramètres climatiques de la commune estimés pour 2050 selon différents scénarios d’émission de gaz à effet de serre sont consultables sur un site dédié publié par Météo-France en novembre 2022.

### Milieux naturels et biodiversité
Aucun espace naturel présentant un intérêt patrimonial n'est recensé sur la commune dans l'inventaire national du patrimoine naturel,,.

## Urbanisme

### Typologie
Au 1er janvier 2024, Lucarré est catégorisée commune rurale à habitat très dispersé, selon la nouvelle grille communale de densité à sept niveaux définie par l'Insee en 2022.
Elle est située hors unité urbaine. Par ailleurs la commune fait partie de l'aire d'attraction de Pau, dont elle est une commune de la couronne,. Cette aire, qui regroupe 227 communes, est catégorisée dans les aires de 200 000 à moins de 700 000 habitants,.

### Occupation des sols

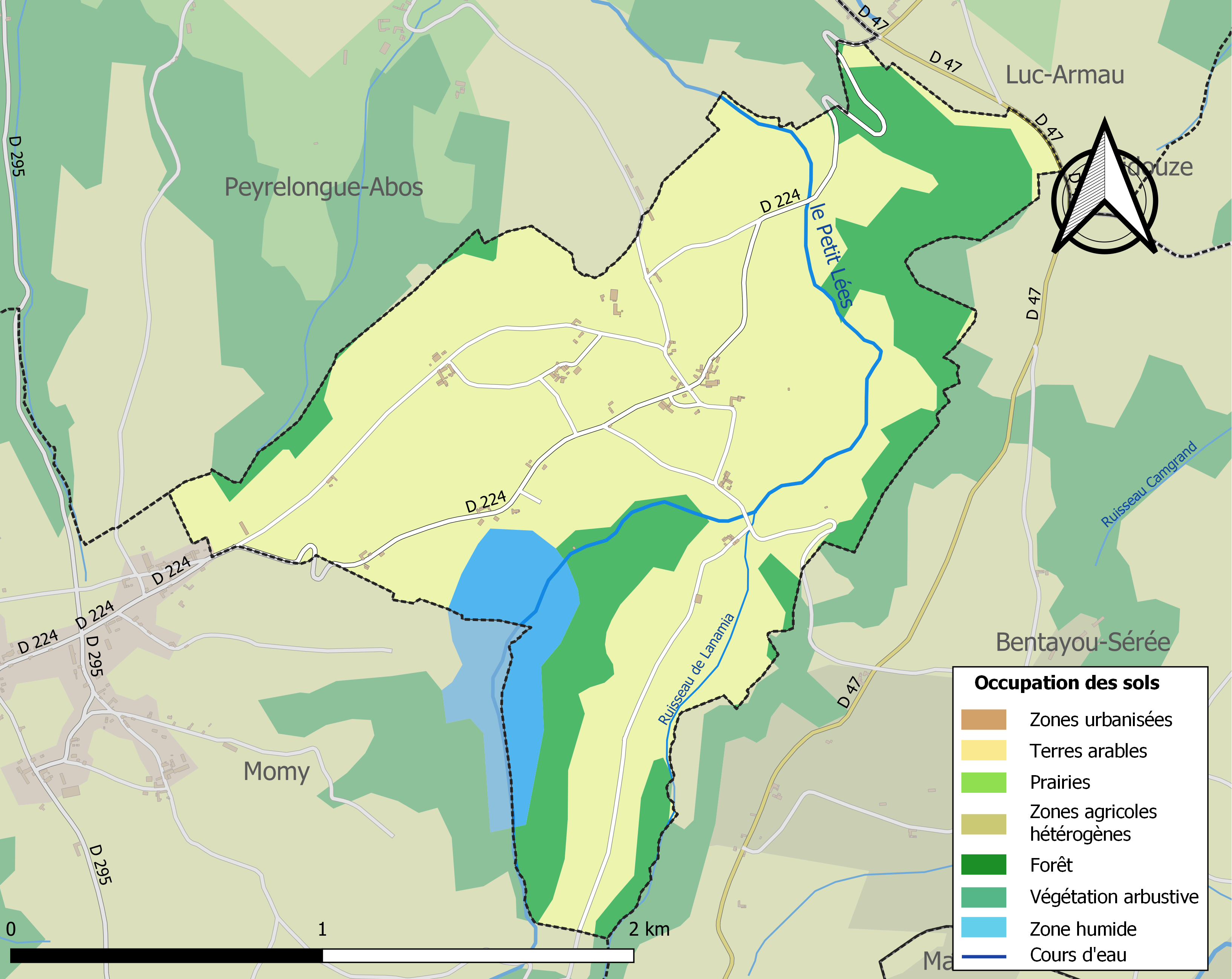
Carte des infrastructures et de l'occupation des sols de la commune en 2018 (CLC).

L'occupation des sols de la commune, telle qu'elle ressort de la base de données européenne d’occupation biophysique des sols Corine Land Cover (CLC), est marquée par l'importance des territoires agricoles (74,9 % en 2018), en diminution par rapport à 1990 (77,9 %). La répartition détaillée en 2018 est la suivante : 
terres arables (74,9 %), forêts (20,1 %), eaux continentales (4,8 %), zones urbanisées (0,2 %). L'évolution de l’occupation des sols de la commune et de ses infrastructures peut être observée sur les différentes représentations cartographiques du territoire : la carte de Cassini (XVIIIe siècle), la carte d'état-major (1820-1866) et les cartes ou photos aériennes de l'IGN pour la période actuelle (1950 à aujourd'hui).

### Lieux-dits et hameaux
- Andoins ;
- Les Anglas ;
- Salis.

### Voies de communication et transports
Elle est desservie par les routes départementales 47 et 224.

### Risques majeurs
Le territoire de la commune de Lucarré est vulnérable à différents aléas naturels : météorologiques (tempête, orage, neige, grand froid, canicule ou sécheresse) et séisme (sismicité modérée). Un site publié par le BRGM permet d'évaluer simplement et rapidement les risques d'un bien localisé soit par son adresse soit par le numéro de sa parcelle.

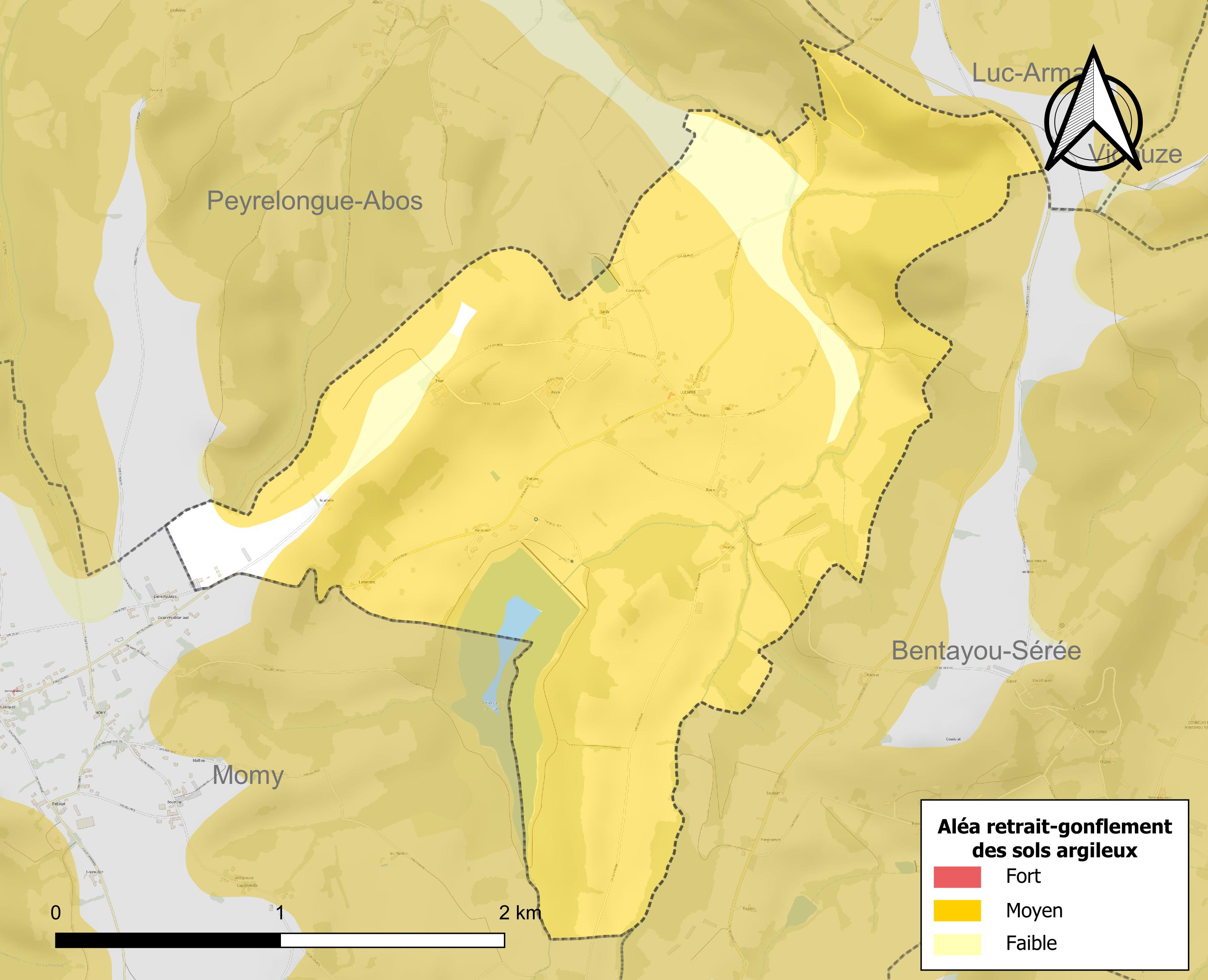
Carte des zones d'aléa retrait-gonflement des sols argileux de Lucarré.

Le retrait-gonflement des sols argileux est susceptible d'engendrer des dommages importants aux bâtiments en cas d’alternance de périodes de sécheresse et de pluie. 91 % de la superficie communale est en aléa moyen ou fort (59 % au niveau départemental et 48,5 % au niveau national). Depuis le 1er octobre 2020, en application de la loi ELAN, différentes contraintes s'imposent aux vendeurs, maîtres d'ouvrages ou constructeurs de biens situés dans une zone classée en aléa moyen ou fort,.
La commune a été reconnue en état de catastrophe naturelle au titre des dommages causés par les inondations et coulées de boue survenues en 1982, 1989, 1990 et 2009.

## Toponymie
Le toponyme Lucarré apparaît sous les formes Lucarree (XIIIe siècle, fors de Béarn), Luccarrer et Lucarer (respectivement 1385 et 1402, censier de Béarn), Lucarrer (1538, réformation de Béarn) et Luccarré (1863, dictionnaire topographique Béarn-Pays basque).
Son nom béarnais est Luc Arrèr ou Luc-Arrè.
Andoins, fief vassal de la vicomté de Béarn, est mentionné en 1773 dans le dénombrement de Lucarré.
Les Anglas, ancienne école, est indiquée en 1863 dans le dictionnaire topographique Béarn-Pays basque.

## Histoire
Situé sur l’ancien camin roumieu à la frontière du Montanérès, le village de Lucarré détient une importance stratégique dès le Moyen Âge. On y recense d’ailleurs la présence d’une abbaye laïque.
Mentionnée dès 1385, l’abbaye laïque de Lucarré a la particularité d’appartenir aux seigneurs de Lucarré, qui détiennent pendant très longtemps le titre d’abbés laïques, jusqu’à la Révolution, avec une coupure entre 1622 et 1662.
Possession de Gauthier de Cofitte en 1570, l’abbaye laïque lui est confisquée par Jeanne d’Albret pour sa confession catholique lors des guerres de Religion. Restituée à sa famille, elle se voit complètement reconstruite. Il reste de cette époque une tour hexagonale hors d’œuvre sur la façade sud du logis ancien. Le château passe ensuite aux mains de Samuel de Lafargue (1656), des Samsons-Miossens (1662) puis des Nays-Candau avant d’être vendu comme bien national à Jean Lamude-Bayle à la Révolution.
Le château de Lucarré a aujourd’hui l’aspect d’une vaste demeure paysanne et fait d’ailleurs office de ferme.
En 1385, Lucarré comptait douze feux et dépendait du bailliage de Montaner.

### Les Hospitaliers
Paul Raymond note que la commune comptait une abbaye laïque, vassale de la vicomté de Béarn. Lucarré était membre de la commanderie de l'ordre de Saint-Jean de Jérusalem de Caubin et Morlaàs.

## Politique et administration
| Période                                  | Période  | Identité           | Étiquette | Qualité |
| ---------------------------------------- | -------- | ------------------ | --------- | ------- |
| 1995                                     | 2014     | Marcel Lamarque    |           |         |
| 2014                                     | En cours | Christian Roumigou |           |         |
| Les données manquantes sont à compléter. |          |                    |           |         |

### Intercommunalité
Lucarré fait partie de quatre structures intercommunales :
- la communauté de communes du Nord-Est Béarn ;
- le SIVU de la voirie du canton de Lembeye ;
- le syndicat d’énergie des Pyrénées-Atlantiques ;
- le syndicat intercommunal d’alimentation en eau potable (SIAEP) du Vic-Bilh Montanérès.

## Population et société

### Démographie
L'évolution du nombre d'habitants est connue à travers les recensements de la population effectués dans la commune depuis 1793. Pour les communes de moins de 10 000 habitants, une enquête de recensement portant sur toute la population est réalisée tous les cinq ans, les populations de référence des années intermédiaires étant quant à elles estimées par interpolation ou extrapolation. Pour la commune, le premier recensement exhaustif entrant dans le cadre du nouveau dispositif a été réalisé en 2004.

En 2022, la commune comptait 64 habitants, en évolution de +12,28 % par rapport à 2016 (Pyrénées-Atlantiques : +3,78 %, France hors Mayotte : +2,11 %).
| 1793 | 1800 | 1806 | 1821 | 1831 | 1836 | 1841 | 1846 | 1851 |
| ---- | ---- | ---- | ---- | ---- | ---- | ---- | ---- | ---- |
| 193  | 196  | 422  | 207  | 223  | 222  | 217  | 236  | 238  |

| 1856 | 1861 | 1866 | 1872 | 1876 | 1881 | 1886 | 1891 | 1896 |
| ---- | ---- | ---- | ---- | ---- | ---- | ---- | ---- | ---- |
| 228  | 211  | 197  | 177  | 158  | 157  | 166  | 110  | 107  |

| 1901 | 1906 | 1911 | 1921 | 1926 | 1931 | 1936 | 1946 | 1954 |
| ---- | ---- | ---- | ---- | ---- | ---- | ---- | ---- | ---- |
| 108  | 109  | 113  | 104  | 91   | 86   | 94   | 85   | 82   |

| 1962 | 1968 | 1975 | 1982 | 1990 | 1999 | 2004 | 2006 | 2009 |
| ---- | ---- | ---- | ---- | ---- | ---- | ---- | ---- | ---- |
| 80   | 75   | 80   | 78   | 65   | 51   | 48   | 46   | 60   |

| 2014 | 2019 | 2022 | - | - | - | - | - | - |
| ---- | ---- | ---- | - | - | - | - | - | - |
| 58   | 63   | 64   | - | - | - | - | - | - |

## Culture locale et patrimoine

### Patrimoine civil
La demeure, dite château, date des XVIe et XVIIe siècles.
Une ferme du lieu-dit Salis date de 1797, alors que la maison Manescau du bourg porte les dates 1807 et 1840 sur sa façade.

### Patrimoine religieux
L'église Saint-Pierre, d'origine médiévale, fut remaniée aux XVIe et XVIIIe siècles. Elle recèle du mobilier, un tableau, des statues et des objets inscrits à l'inventaire général du patrimoine culturel.